# Schepkophamerhaai
De schepkophamerhaai (Sphyrna media) is een vis uit de familie van hamerhaaien (Sphyrnidae), orde roofhaaien (Carcharhiniformes), die voorkomt in het westen en het zuidwesten van de Atlantische Oceaan en het oosten en het zuidoosten van de Grote Oceaan.

## Beschrijving
De schepkophamerhaai kan een lengte bereiken van 150 centimeter.

## Leefwijze
De schepkophamerhaai is een zoutwatervis die voorkomt in een tropisch klimaat. 

## Relatie tot de mens
De schepkophamerhaai is voor de visserij van beperkt commercieel belang. Voor de mens is de schepkophamerhaai niet geheel ongevaarlijk: de vis is in staat de mens te verwonden.
De soort staat met status onzeker op de Rode Lijst van de IUCN.